# 谢天佑 (1965年)
谢天佑（1956年—），四川遂宁人，汉族，中华人民共和国政治人物、第十一届全国人民代表大会四川地区代表。
毕业于四川省委党校行政管理专业。加入农工党。担任四川省德阳市畜牧食品局副局长、农工党德阳市委主任。2008年起担任全国人大代表。